# Robert Haillet
Pour les articles homonymes, voir Haillet.
Robert Haillet, né le 26 septembre 1931 à Pau et mort le 26 septembre 2011 à Nice, est un joueur de tennis français.

## Biographie
Robert Haillet est né en 1931 à Pau, au-dessus du trinquet du parc Beaumont. Ses parents géraient le Lawn Tennis Club de Pau. Son père, Constant Haillet, était professeur de tennis et a été conseiller municipal à Pau de 1942 à 1946.
Robert Haillet a été numéro 1 français à deux reprises, en 1956 et 1958. Il a joué entre 1952 et 1959 neuf finales consécutives au National, l'emportant en 1955, 1956 et 1958 contre ses principaux rivaux Paul Rémy et Pierre Darmon. Il fut l'un des piliers de l'équipe de France de Coupe Davis, totalisant 23 sélections (29 victoires pour 13 défaites).
Quart de finaliste à Roland-Garros en 1957 et 1958, il atteint en 1960 les demi-finales où il est battu par le futur vainqueur, l'Italien Nicola Pietrangeli. Son match le plus mémorable reste cependant son affrontement contre Budge Patty alors favori du tournoi en huitièmes de finale en 1958. Alors que l'Américain mène 5-0 au 5e set et obtient trois balles de matchs sur son service, Haillet remporte onze points d'affilée et sauve encore deux balles de matchs à 5-3 sur son service cette fois, avant de l'emporter finalement sur le score de 5-7, 7-5, 10-8, 4-6, 7-5. Il perd ensuite en demi-finale contre Luis Ayala (6-0, 7-5, 6-4) qui sera ensuite battu par Mervyn Rose.
Vainqueur d'une vingtaine de tournois internationaux, il s'est notamment imposé à Monte-Carlo en 1958 et 1959. Il est finaliste de la Coupe Marcel Porée en 1953. Son meilleur résultat à Wimbledon est un 3e tour en 1957 où il bat Abe Segal avant de tomber face au n°2 mondial Ashley Cooper.
Passé professionnel en juillet 1960, il est assez peu actif sur le circuit, disputant cependant annuellement le French Pro et le Wembley Pro, obtenant deux victoires sur Kurt Nielsen et Roger Becker. Pendant cette période, il a entraîné les équipes de Coupe Davis de France, d'Italie et d'Espagne. Il fonde avec Paul Rémy les stages Haillet-Remy à La Vanade, à Villeneuve-Loubet, repris ensuite par Daniel Contet.
En 1964, il devient inspecteur des ventes chez Adidas où il élabore à la demande d'Horst Dassler la "Adidas Robert Haillet", qui prend à partir de 1970 le nom de Adidas "Stan Smith". En 1968, il s'installe à Nice où il occupe le poste de directeur commercial France de la marque allemande.
Il est le père de deux enfants dont Jean-Louis, joueur de tennis professionnel. Sa première femme Annie a été championne de France junior. En 2009, il retrouve son premier amour Francine Larroque, comme lui native de Pau, devenue entre-temps chirurgienne à San Francisco. Il meurt le 26 septembre 2011, le jour de ses 80 ans des suites d'une opération chirurgicale.

## Parcours dans les tournois duGrand Chelem

### En simple
| Année | Open d'Australie | Open d'Australie | Internationaux de France | Internationaux de France | Wimbledon       | Wimbledon       | US Open         | US Open      |
| ----- | ---------------- | ---------------- | ------------------------ | ------------------------ | --------------- | --------------- | --------------- | ------------ |
| 1950  | —                | —                | 2e tour (1/32)           | Rolando Del Bello        | 2e tour (1/32)  | Frank Sedgman   | —               | —            |
| 1951  | —                | —                | 2e tour (1/32)           | Raymundo Deyro           | 1er tour (1/64) | Milan Matous    | —               | —            |
| 1952  | —                | —                | 3e tour (1/16)           | Ham Richardson           | 2e tour (1/32)  | Alejo Russell   | —               | —            |
| 1953  | —                | —                | —                        | —                        | —               | —               | —               | —            |
| 1954  | —                | —                | 2e tour (1/32)           | Rex Hartwig              | —               | —               | —               | —            |
| 1955  | —                | —                | 2e tour (1/32)           | W. Skonecki              | 2e tour (1/32)  | Jack Arkinstall | —               | —            |
| 1956  | —                | —                | 3e tour (1/16)           | Giuseppe Merlo           | —               | —               | 1er tour (1/64) | Herbert Flam |
| 1957  | —                | —                | 1/4 de finale            | Mervyn Rose              | 3e tour (1/16)  | Ashley Cooper   | —               | —            |
| 1958  | —                | —                | 1/4 de finale            | Luis Ayala               | 1er tour (1/64) | Jaroslav Drobný | —               | —            |
| 1959  | —                | —                | 3e tour (1/16)           | Ian Vermaak              | —               | —               | —               | —            |
| 1960  | —                | —                | 1/2 finale               | Nicola Pietrangeli       | 1er tour (1/64) | Bob Hewitt      | —               | —            |
| 1968  | —                | —                | —                        | —                        | 1er tour (1/64) | Terry Addison   | —               | —            |
| 1969  | —                | —                | 1er tour (1/64)          | Jan Kukal                | 3e tour (1/16)  | A. Gimeno       | —               | —            |

N.B. : à droite du résultat se trouve le nom de l'ultime adversaire.

### En double (partiel)
| 1968 | — | — | 1er tour (1/32) J. Borotra \|\| style="text-align:left;" \| C. De Gronckel B. Fairlie | 1er tour (1/32) J-P. Courcol \|\| style="text-align:left;" \| W. Álvarez C. Fernandes | — | — |

N.B. : le nom du ou de la partenaire se trouve sous le résultat ; le nom des ultimes adversaires se trouve à droite.